# Суховоля (гміна, Бродський повіт)
Ґміна Суховоля (пол. Gmina Suchowola) — колишня (1934—1939 рр.) сільська ґміна Бродівського повіту Тарнопольського воєводства Польської республіки (1918—1939) рр. Центром ґміни було село Суховоля.

1 серпня 1934 р. було створено ґміну Суховоля у Бродівському повіті. До неї увійшли сільські громади: Боратин, Бучина, Дитковце, Ґає Дитковскє, Накваша, Суховоля, Черніца.